# 강남길 (축구인)
강남길(한국 한자: 姜南吉, 1979년 5월 7일 ~ )은 대한민국의 전 축구 선수이자 현재 축구 지도자로 선수로 활동할 당시 포지션은 수비수였으며 현재 수원 삼성 블루윙즈 U-10팀에서 감독을 맡고 있다.